# Ye Yonglie
Ye Yonglie (叶永烈), född 30 augusti 1940 i Wenzhou i Zhejiang, död 15 maj 2020 i Shanghai, var en kinesisk science fiction-författare och biograf. Som biograf skrev han om personer i den unga Folkrepubliken Kina. Under kampanjen mot andlig förorening attackerades hans, och många andra science fiction-författares verk, och en av hans noveller skriven 1985 censurerades för  att ha antytt att AIDS hade kommit in i Kina.